# Trevor Etienne
Trevor Etienne (Jennings, 9 luglio 2004) è un giocatore di football americano statunitense che milita nel ruolo di running back per i Carolina Panthers della National Football League (NFL).

## Carriera universitaria

### Florida
Etienne iniziò la carriera nel college football a Florida nel 2022. Nella sua prima partita corse 63 yard su 5 possessi. La settimana successive segnò il suo primo touchdown contro Kentucky. Contro USF segnò il touchdown della vittoria per 31−28. Andò a segno anche contro LSU e Georgia. Chiuse l’annata con 719 yard e 6 touchdown, venendo inserito nella formazione ideale dei debuttanti della Southeastern Conference (SEC).
Nella stagione successiva, nella gara contro Tennessee numero 11 del ranking, Etienne corse un record in carriera di 173 yard, segnando anche un touchdown nella vittoria a sorpresa per 29−16. Per questa prestazione fu premiato come miglior running back della settimana. Contro LSU numero 19, Etienne corse 99 yard e un record personale di 3 touchdown, nella sconfitta per 52−35. Chiuse la stagione con 753 yard corse e 8 touchdown. Il 7 dicembre 2023 annunciò che avrebbe cambiato istituto.

### Georgia
Il 24 dicembre 2023 Etienne annunciò che si sarebbe trasferito all’Università della Georgia per giocare con i  Bulldogs. Nel marzo 2024 fu arrestato per guida in stato di ebbrezza e guida pericolosa. Contro Texas numero 1 del ranking corse 87 yard e 3 touchdown, nella vittoria per 30−15. Nella finale della SEC corse 94 yard e 2 touchdown, incluso quello della vittoria nei tempi supplementari. Chiuse l’annata con 609 yard corse e 9 touchdown.
Il 15 gennaio 2025 Etienne annunciò che sarebbe passato tra i professionisti.

## Carriera professionistica

### Carolina Panthers
Etienne fu scelto nel corso del quarto giro (114º assoluto) del Draft NFL 2025 dai Carolina Panthers.

## Vita privata
È il fratello minore del running back dei Jacksonville Jaguars Travis Etienne.